# XL Airways Germany
Pour les articles homonymes, voir Aero Flight.
XL Airways Germany était une compagnie aérienne (code OACI : GXL). La compagnie est fondée sous le nom de Star Europe le 4 mai 2006 sur les bases d'Aero Flight en difficulté. Elle disparait à son tour en décembre 2012.

## Historique
La compagnie Aero Flight en faillite est reprise et devient Star Europe le 4 mai 2006 puis elle est rebaptisée XL Airways Germany le 6 décembre 2006.
La compagnie allemande tout comme XL Airways France faisait partie du groupe britannique XL Leisure Group. Depuis la faillite de celui-ci en 2008, elles appartenaient à la banque d'investissement islandaise Straumur Investment Bank. XL Airways Germany s’est officiellement déclarée en faillite le 27 décembre 2012 devant le tribunal de Darmstadt à la suite de problèmes financiers, seule la branche XL Airways France retrouve un financier.

## Flotte
[Quand ?]
- 3 Boeing 737-800 (reg. D-AXLG, D-AXLE, D-AXLK)

## Accident
- 1 Airbus A320-232 [D-AXLA, c/n 2500] a été loué à Air New Zealand [ex ZK-OJL]. Cet appareil aurait dû repartir en Nouvelle-Zélande fin 2008 après révision chez EAS Industries, à Perpignan. Or durant un vol de contrôle cet avion s'est écrasé en mer à 7 km au large de Saint Cyprien, faisant sept morts (deux pilotes allemands et cinq Néo-zélandais).